# Chiesa di San Pietro d'Alcantara (Parma)
La chiesa di San Pietro d'Alcantara è un luogo di culto cattolico dalle forme barocche, situato in borgo Padre Onorio Rosi 15 a Parma, in provincia e diocesi di Parma.

## Storia
La prima sede dei francescani riformati a Parma fu una casa non distante dalla chiesa di San Barnaba, acquistata nel 1687; nel 1689 si spostarono nell'ex monastero delle riconosciute di Porta nuova, dedicato alla Beata Vergine della Vita.
Il 7 giugno 1706 iniziarono a far costruire una nuova chiesa con annesso convento: i frati presero possesso della nuova sede, intitolata a san Pietro d'Alcántara, nel 1726. La chiesa si rivelò presto insufficiente, tanto che venne nuovamente ampliata nel 1735.
A metà del Settecento il convento ospitava circa trenta religiosi, ma le leggi napoleoniche del 1810 dispersero la comunità: i minori riformati tornarono nella loro sede il 26 giugno 1815, ma nel 1897 si unirono ai minori osservanti che avevano sede in Santa Maria Annunziata.
La chiesa fu modificata nel corso dell'Ottocento e fu riconsacrata dall'arcivescovo Guido Maria Conforti il 29 aprile 1927.

## Descrizione
La chiesa è a navata unica, con due cappelle laterali per parte.
Nell'edificio si conservano l'Estasi di san Pietro d'Alcantara, dipinta nel 1736 da Clemente Ruta, e la Pentecoste di Gaspare Traversi (1753); nella prima cappella a destra è una Madre del Divin Pastore, opera in terracotta policroma del 1840.